# Okres Szydłowiec
Okres Szydłowiec (polsky Powiat szydłowiecki) je okres v polském Mazovském vojvodství. Rozlohu má 452,22 km² a v roce 2020 zde žilo 39 340 obyvatel. Sídlem správy okresu je město Szydłowiec. 
Podle údajů Polského statistického úřadu z května 2022 šlo o okres s nejvyšší nezaměstnaností v Polsku (21,7%).

## Gminy
Městsko-vesnické:
- Jastrząb
- Szydłowiec

Vesnické:
- Chlewiska
- Mirów
- Orońsko

## Města
- Jastrząb
- Szydłowiec

## Demografie
Počet obyvatel (informace z 30. června 2005):
|         | Celkem | Celkem | Ženy   | Ženy | Muži   | Muži |
|         | Osob   | %      | Osob   | %    | Osob   | %    |
| ------- | ------ | ------ | ------ | ---- | ------ | ---- |
| Celkem  | 40 204 | 100    | 20 367 | 50,7 | 19 837 | 49,3 |
| Město   | 12 118 | 100    | 6140   | 50,7 | 5978   | 49,3 |
| Vesnice | 28 086 | 100    | 14 227 | 50,7 | 13 859 | 49,3 |

## Galerie

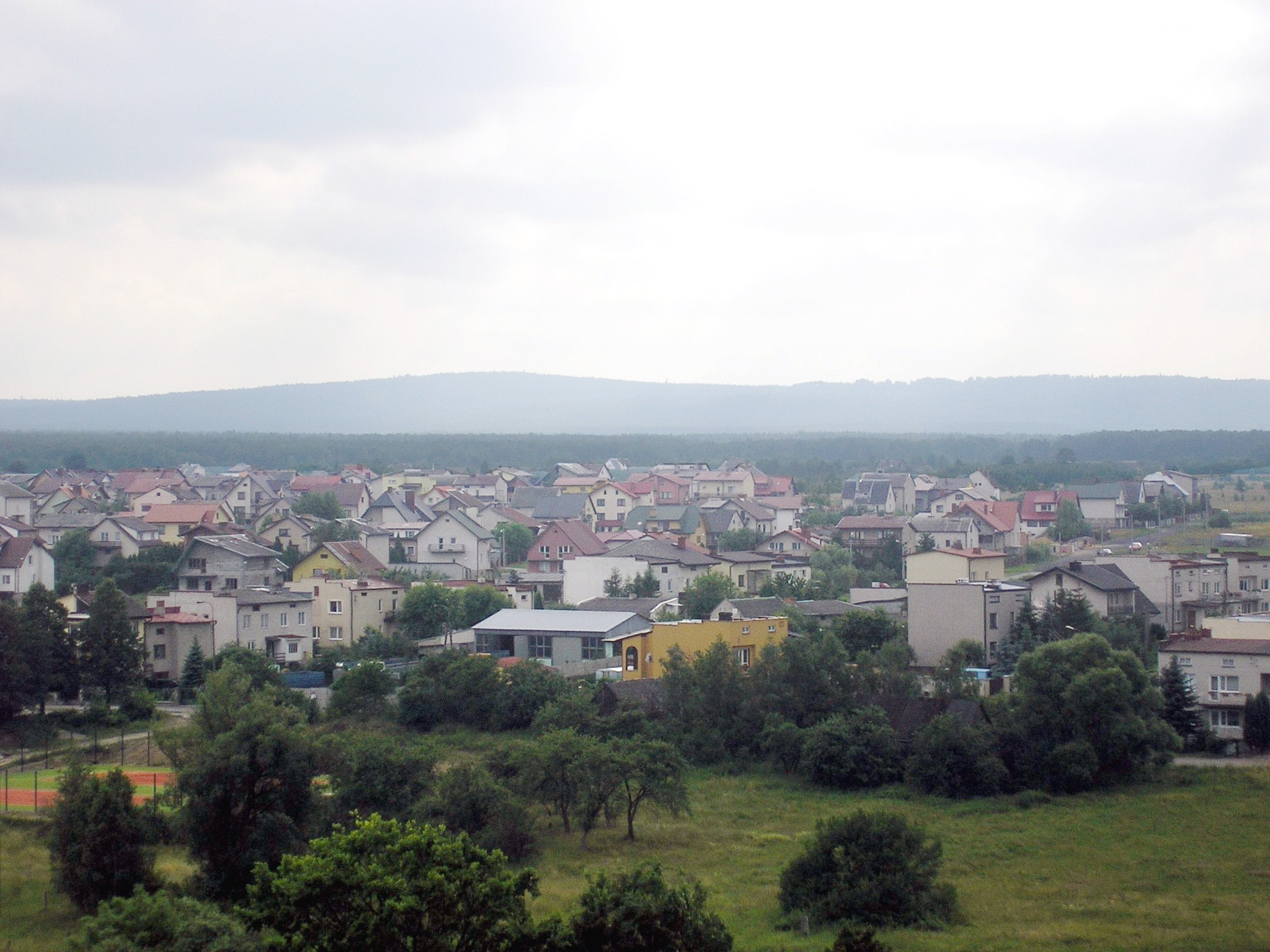
Garb Gielniowski, pohled z radniční věži v Szydłowci
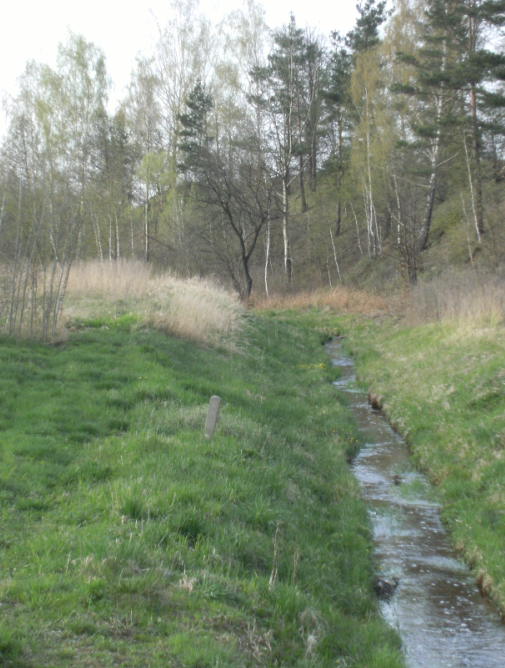
Korzeniówka – řeka tekoucí Szydłowcem
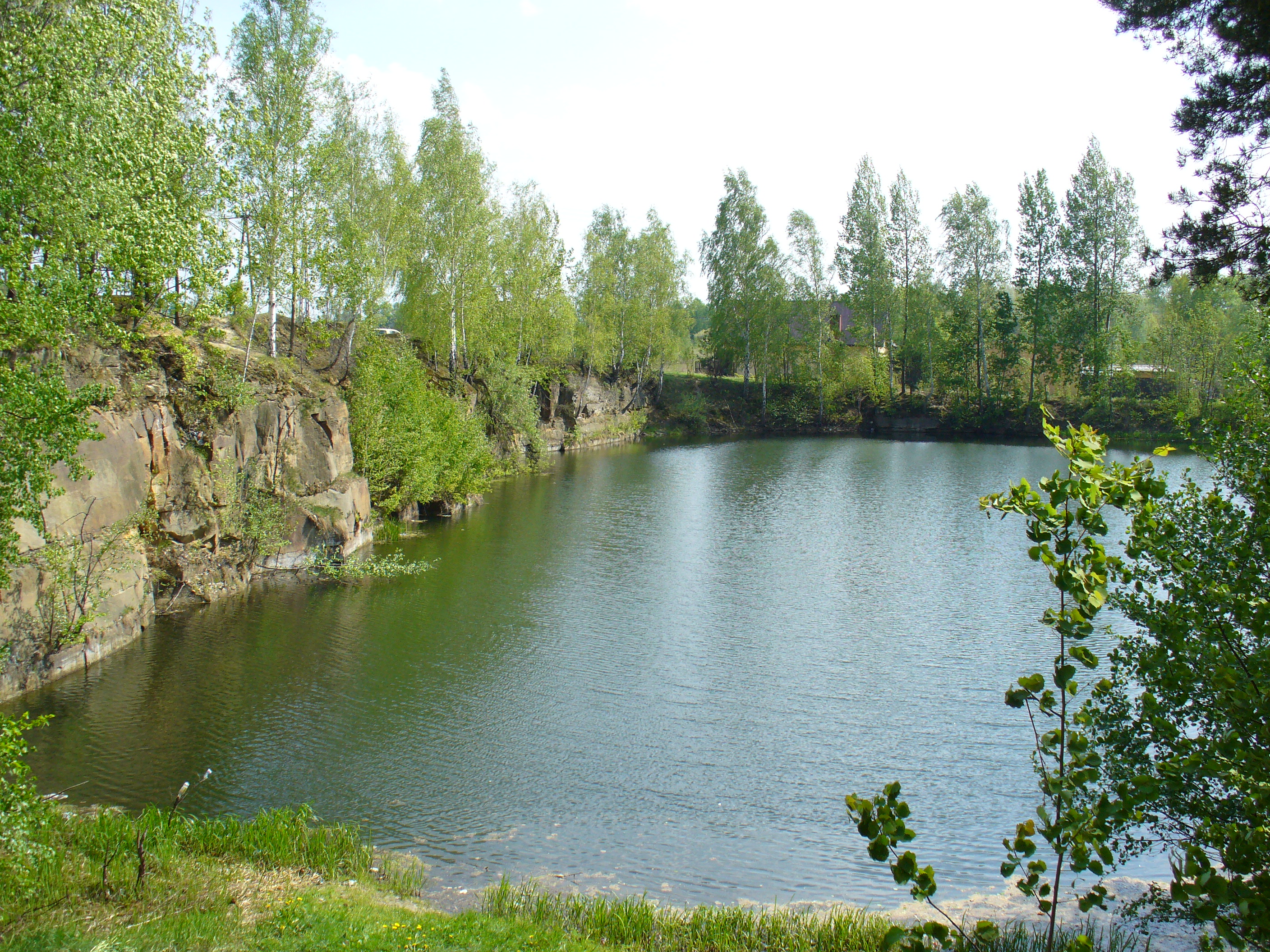
Kamenolom „Podkowiński“, historické místo těžby pískovce
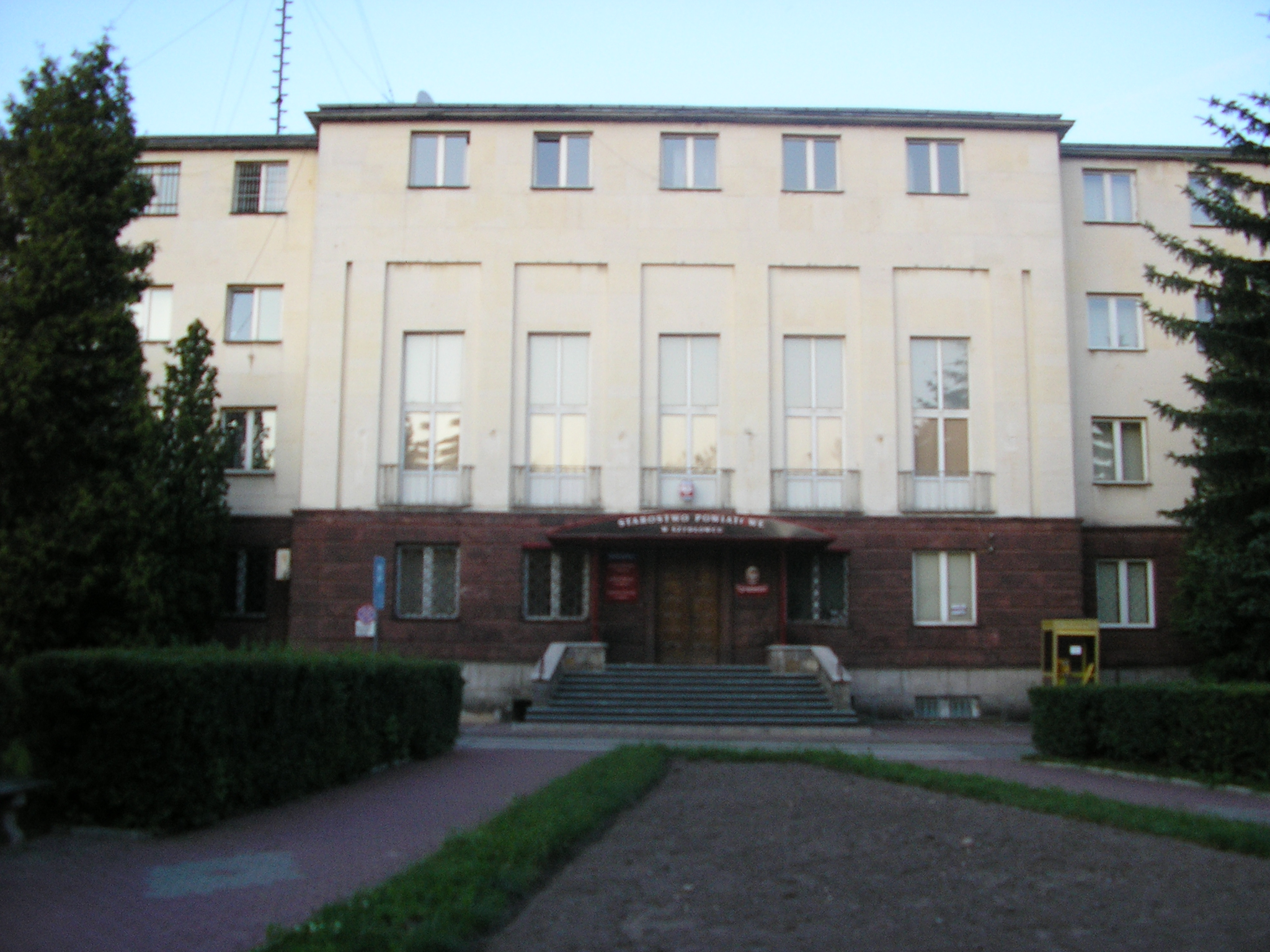
Okresní úřad v Szydłowci